# Institut de Recerca Sant Joan de Déu
L'Institut de Recerca Sant Joan de Déu (IRSJD) és un centre de recerca i innovació en biomedicina, centrat en el pacient pediàtric i la salut mental, que fou creat el 2015 a través d'un conveni de col·laboració entre l'Hospital Sant Joan de Déu d'Esplugues, la Universitat de Barcelona (UB), la Universitat Politècnica de Catalunya, el Parc Sanitari Sant Joan de Déu i la Fundació de Recerca Sant Joan de Déu.
El novembre del 2020 va rebre el reconeixement com a centre d'excel·lència CERCA per part de Centres de Recerca de Catalunya (CERCA), una institució que certifica el desenvolupament d'una recerca orientada a l'impacte científic i econòmic i la millora del benestar social i individual.
El 3 de febrer del 2023 el Dr. Joan Comella Carnicé va ser nomenat com a Director de l'Institut de Recerca Sant Joan de Déu, en substitució del Dr. Francesc Palau Martínez, primer director de l'institut.

## Col·laboracions
El setembre del 2020 l'Institut de Recerca Sant Joan de Déu (IRSJD) i l'Institut de Ciències Fotòniques (ICFO) van crear un laboratori conjunt per millorar l'atenció mèdica neonatal i pediàtrica. L'aliança va rebre el suport de la Fundació Joan Ribas Araquistain i 'Torró Solidari Rac1' de Torrons Vicens, i recull l'experiència acumulada d'ambdues durant anys amb el suport de la Fundació Cellnex, l'Obra Social La Caixa, la Generalitat de Catalunya i la Comissió Europea. L'objectiu d'aquest laboratori ICFO-SJD és el d'avançar en l'ús i el desenvolupament de tecnologies fotòniques per comprendre, diagnosticar, controlar i tractar les malalties pediàtriques.